# إسحاق ويلسون
إسحاق ويلسون (بالإنجليزية: Isaac Wilson)‏ هو محامي وقاضي وسياسي أمريكي، ولد في 25 يونيو 1780 في ميدلبوري في الولايات المتحدة، وتوفي في 25 أكتوبر 1848. انتخب عضو جمعية ولاية نيويورك وانتخب عضو مجلس ولاية نيويورك وانتخب عضو مجلس النواب الأمريكي.